# Lijst van Engelandvaarders

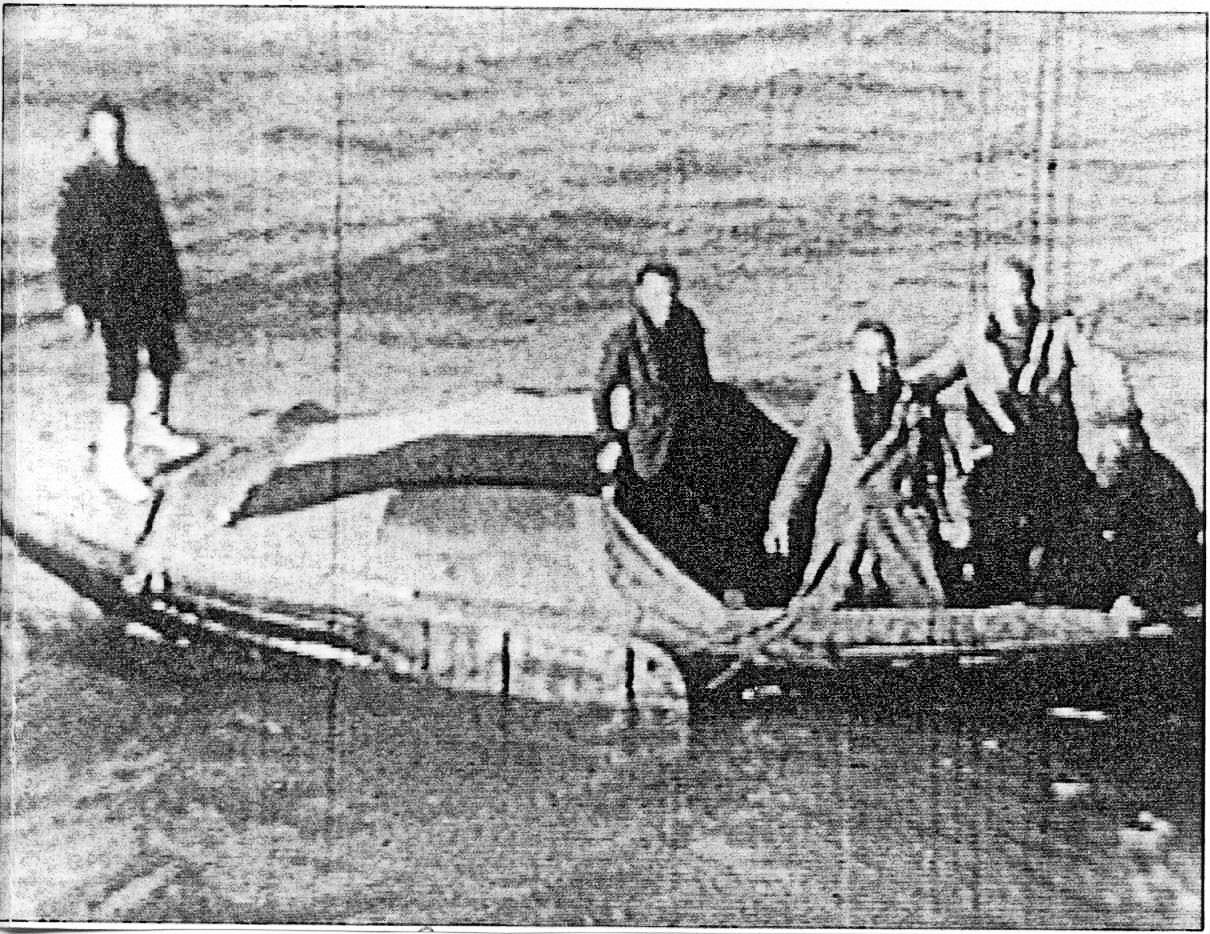
24 februari 1944 met v.l.n.r. John Osten (op de boeg), Edzard Moddemeijer, Hein Fuchter, Flip Winckel en Henk Baxmeier (aan het roer)

Hieronder volgt een (onvolledige) lijst van Engelandvaarders. Het zijn namen van mannen en vrouwen, die 'over land' hebben geprobeerd te vertrekken. Volgens het Nationaal Archief en historica Agnes Dessing hebben ruim 2101 Engelandvaarders hun doel bereikt, meestal was dat Engeland.
Definitie: Onder Engelandvaarder wordt volgens de definitie die het Nationaal Archief hanteert, verstaan: 
De toenmalige Nederlander of Nederlandse onderdaan die na de capitulatie van Nederland op 14 mei 1940 (Zeeland een aantal dagen later) en uiterlijk op 6 juni 1944 (D-day) tegen de wil van de vijand uit enig bezet gebied behorende tot het Koninkrijk der Nederlanden zoals zich dat bij het uitbreken van de Tweede Wereldoorlog heeft uitgestrekt, dan wel enig ander door de vijand bezet of vijandelijk gebied heeft verlaten met de bedoeling een persoonlijke bijdrage te leveren aan de geallieerde oorlogsvoering.
Volgens deze definitie is het niet nodig dat ze naar Engeland voeren, maar Engeland was voor deze mensen wel de meest voor de hand liggende bestemming.
De namen zijn in groepen verdeeld, zodat te zien is wat die persoon na aankomst deed. Het komt voor dat een persoon in twee groepen staat, dat betreft vooral agenten die naar Nederland werden gestuurd.

## Engelandvaarders die Engeland niet haalden
Naar schatting hebben minstens 598 mensen Engeland niet bereikt. Sommigen bleven onderweg steken in Zwitserland of elders, sommigen werden onderweg gearresteerd. Veel ontsnappingen mislukten, sommigen verdronken.
- Herman van Aarem
- Co van Assenbergh
- Henri Baudet
- Eduard von Baumhauer
- Antoon Bartmann
- Betty Bausch-Polak
- Binnert Philip de Beaufort
- Toon Bergmans
- David Blanes
- Wilhelmus Antonius Marie den Boogert
- Emile Boudelin
- Pim van Doorn
- Jan Pieter August van Enter
- Johannes Frans Goedhart
- Frans Goedhart
- Tom de Haas
- George Herlé
- Ajaan Hijmans
- Hendrik Arius Hoekstra
- Ab Hommerson
- Adri Hommerson
- Charles Hugenholtz
- Gustaaf Joekes
- Anton Kortlandt
- Jan de Korver
- Leo van Lamsweerde
- Wijnand Langeraar
- Philip de Leeuw
- Leen van Leeuwen
- Jaap van Mesdag[1]
- Michel Herman Meijer de Jong
- Will Olland
- Charles Pahud de Mortanges
- Jan Schelvis
- Johannes Martinus Sinnige

- Ferry Staverman
- Carel Steensma
- Jean Wouter Nicolaas Stemfoort
- Dirk van Swaay
- Frederik Trip
- Abraham Turfreijer[2]
- Jan Lodewijk "Lodie" Voûte
- Jan Pieter de Veer
- Anthony van de Wetering
- Gerrit van der Waals
- Hendrik Marinus Zwart

## Engelandvaarders die in Engeland bleven
Van de 1706 Engelandvaarders gingen de 18 tot 42-jarigen in dienst en gingen 108 bij de Inlichtingendienst; 82 mannen en 48 vrouwen kregen een burgerfunctie.
- Herman Broekman
- Jaap Burger
- Josephine Gottschall-Delmonte
- Herman Friedhoff
- Jan de Hartog[3]
- Gerrit Jan van Heuven Goedhart
- Harry Linthorst Homan
- Jaap Rosen Jacobson
- Lou de Jong
- Jan Kouwenberg
- Josepha Mendels[4]
- Jetty Paerl
- Gerard Rutten[3]
- Jules Schagen van Leeuwen
- Rie Knapper
- Emmy Rutten-Broekman (VHK)

## Engelandvaarders bij deRoyal Air ForceofMarineluchtvaartdienst
Van alle Engelandvaarders kwamen de volgende personen bij de RAF of ML volgens Erwin van Loo van het Nederlands Instituut voor Militaire Historie (Toegang 726, inv.nr. 1224: Database Vliegend Personeel in de Britse Luchtstrijdkrachten, mei 1940-mei 1945).

### Engelandvaarders over land[5]
- Willem Arendsen de Wolff
- Felix René Mari Ausems
- Ed Barten
- Robbert van Zinnicq Bergmann
- Felix Hendrik Bloemgarten
- René Borgerhoff Mulder
- Johan Willem de Bruyn Kops
- Henri (Hans) Bueninck
- Joseph Bukkens
- Rudy Burgwal
- Jan ter Doest
- Jacobus Johannes Gart
- Theodorus Johannes Maria Gruter
- Christiaan Gutteling
- Harry L.J. Hack
- Willem Hamminga
- Charles van Heugten
- Aart Albert Homburg
- Dick van den Honert
- Leonard Abraham Hoogteiling
- Philip Jacobs
- Fernand Janssens
- Daniël Johannes Kooy
- Guup Krayenhoff
- Christoffel Krediet
- Jan Kuenen
- Tjerk Hidde Leegstra
- Petrus Johannes van der Linden
- Jan Linzel
- Lourens Marinus Meijers
- Erik Frits Karel Michielsen
- Edzard Moddemeijer
- Geert Adrianus Cornelis Overgaauw
- Hans Plesman
- Jan Leendert Plesman
- Maarten Carel le Poole
- Bob Roll
- Daan Sajet
- Bodo Sandberg
- Govert Steen
- Johan Anton Stroeve
- Arnold Marie Eugene Thomann
- Arius van Tienhoven
- Alfred David Vas Nunes
- Adriaan Viruly
- Gerard Volkersz
- Wim de Vries
- Cees Waardenburg
- August van Weezel Errens
- Louis Wijnbergen[6]
- Robbie Wijting
- Bert Wolters

### Engelandvaarders over zee
- Robert Simon Cohen

- Adriaan van der Craats
- Rudi van Daalen Wetters
- Pieter Dourlein RMWO
- Kees van Eendenburg
- Hein Fuchter
- Jaap van Hamel
- Erik Hazelhoff Roelfzema
- Conrad Theodor de Iongh
- Eddy Jonker[7]
- Edzard Moddemeijer
- Jan Adrianus den Ouden
- Daan Sajet
- Bram van der Stok
- Cees Waardenburg

## Engelandvaarders bij deMarine
- G.J. Bensink
- Gerard Dogger RMWO
- Pieter Dourlein RMWO
- Antoon Duinhoven
- Theodorus Johannes Maria Gruter
- Hans Kahn[8]
- Krijn Kleijn
- Walrave van Krimpen
- Hans Larive RMWO
- Armand Maassen
- Jacob de Mos
- Jacob de Reus[9]
- Jan Roest
- Hugo van Roon
- Huibert Mathijs Staverman
- Francis Steinmetz
- Mink Verbaan
- Henk Westerduin[9]

## Engelandvaarders bij de Koopvaardij
- Jack Kerkhoff
- Lubertus (Bert) Brink

## Engelandvaarders bij de Prinses Irene Brigade
- Josephus Adriaansen
- Eddie Asselberghs
- Victor Asselberghs
- Theodorus Joannes (Theo) van Besouw
- Jan Beelaerts van Blokland
- Barend Boers
- Louis van den Bossche
- Henri (Hans) Bueninck
- Theo Daalhuysen
- Enk Feldhaus van Ham
- Arthur Gottschall
- Bram Grisnigt
- Rudi Hemmes
- Marien de Jonge
- Chris Krediet RMWO
- Abraham Levi
- Wijbert Lindeman
- Jan Linzel
- Ton Loontjens
- Charles Pahud de Mortanges
- John Osten
- Isidore Oznowicz, vader van Frank Oz
- Bastiaan van der Rest
- Albert Cornelis de Ruyter van Steveninck
- Hanns Walter Salzer Levi
- Max Tailleur
- Dennis Vanderkar
- Pleun Verhoef
- Albertus D.J. Willemsen
- Jan Wynekes

## Engelandvaarders bij hetKoninklijk Nederlandsch-Indisch Leger

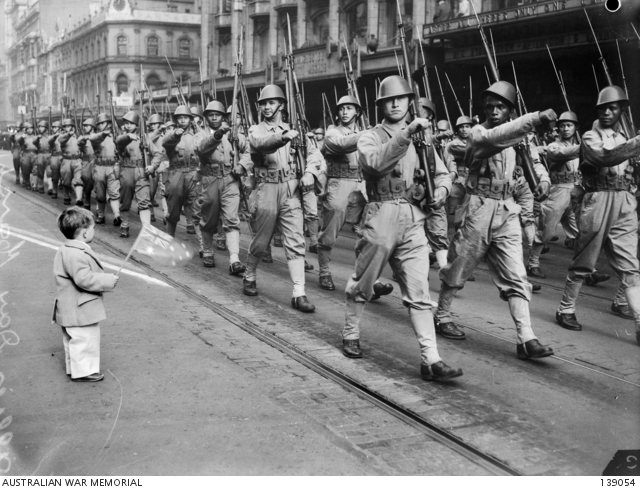
1943 : KNIL troepen in Melbourne

- Charles Bartelings
- Willem Bartelings
- Jan Bartlema
- Fred Dessauvagie
- Dik Esser
- Huib Herklots
- Hans Hoets
- Hans Knoop
- Vic Lemmens
- Ferry Meijnderts
- Daniël de Moulin
- Chris van Oosterzee
- Gerard Scheltens
- Samuel Gerhard Timmers Verhoeven
- Pierre van der Veer
- Martin Vollaerts
- Flip Winckel

## Engelandvaarders die in de oorlog naar Nederland terugkeerden en overleefden
Er zijn 180 Engelandvaarders naar Nederland teruggekeerd, 46 van hen werden slachtoffer van het Englandspiel. Anderen sneuvelden tijdens de vliegtocht naar bezet Nederland, een groter aantal kwam om tijdens het inlichtingen- en verzetswerk in Nederland. Niet alle cijfers zijn bekend.
- Josephus Adriaansen
- Jos van Alebeek
- Pierre Louis d'Aulnis de Bourouill RMWO
- Andries Ausems
- Rein Bangma
- Jaap Beekman
- Arie Dirk Bestebreurtje RMWO
- Rudy Albert Blatt
- Garrelt van Borssum Buisman RMWO
- Pieter Bouman
- Jan Brandjes
- Kees van Brink
- Maarten Cieremans
- Frans Dijckmeester
- Pieter Dourlein RMWO
- Jan Willem van Driel
- Gerhardes Laurentius Ensink
- Jan Faber
- Pieter Roelof Gerbrands
- Jaap Hinderink[11]
- Erik Hazelhoff Roelfzema RMWO
- Henk de Jonge RMWO
- Maurits Kiek
- Gerard Kouwenhoven
- Hendrik Letteboer
- Jacobus Eugène van Loon
- Joop Luijkenaar
- Karel Mans
- Robbie Mooiweer
- André van Rijsewijk
- Thys Risselada
- Anton Schrader
- Wim Schreinemachers
- Max Smid
- Tinus Sutherland
- Peter Tazelaar RMWO
- Trix Terwindt
- Marinus Verhage
- Wijnandus Antonius Maria Visser
- Harry Weelinck
- Gerard Marius van der Weerd
- Jan Lodewijk van der Weyden

## Engelandvaarders die in de oorlog naar Nederland terugkeerden maar niet overleefden
- Josephus Adriaansen
- Aart Alblas RMWO
- Richard Barmé
- Cornelis Hendrik van Bemmel RMWO
- Karel Beukema toe Water
- Tobias Biallosterski RMWO
- Jan de Bloois
- Jan Bockma
- Robert de Brauw
- Henk Brinkgreve RMWO
- Joseph Bukkens
- Ben Buunk
- Cees Dekkers
- Jan Hendrik Diesfeldt
- Jaap van Hamel
- Lodewijk van Hamel RMWO
- Gerard John van Hemert
- Ab Homburg
- Wim Hoogewerff
- Frederik J Hoogewooning
- George Frans Hooijer
- Johannes Jansen
- Harmen Koopmans
- Pieter Jacob Kwint
- Herman Leus
- Menco Rein Mulder
- Wiek Schrage
- Cor Sporre
- Harm Steen
- Hans van der Stok
- Pleun Verhoef
- Pieter de Vos
- Wim de Vries
- Henri Vroom
- Martien Willem van de Waal

## Agenten die slachtoffer werden van hetEnglandspiel

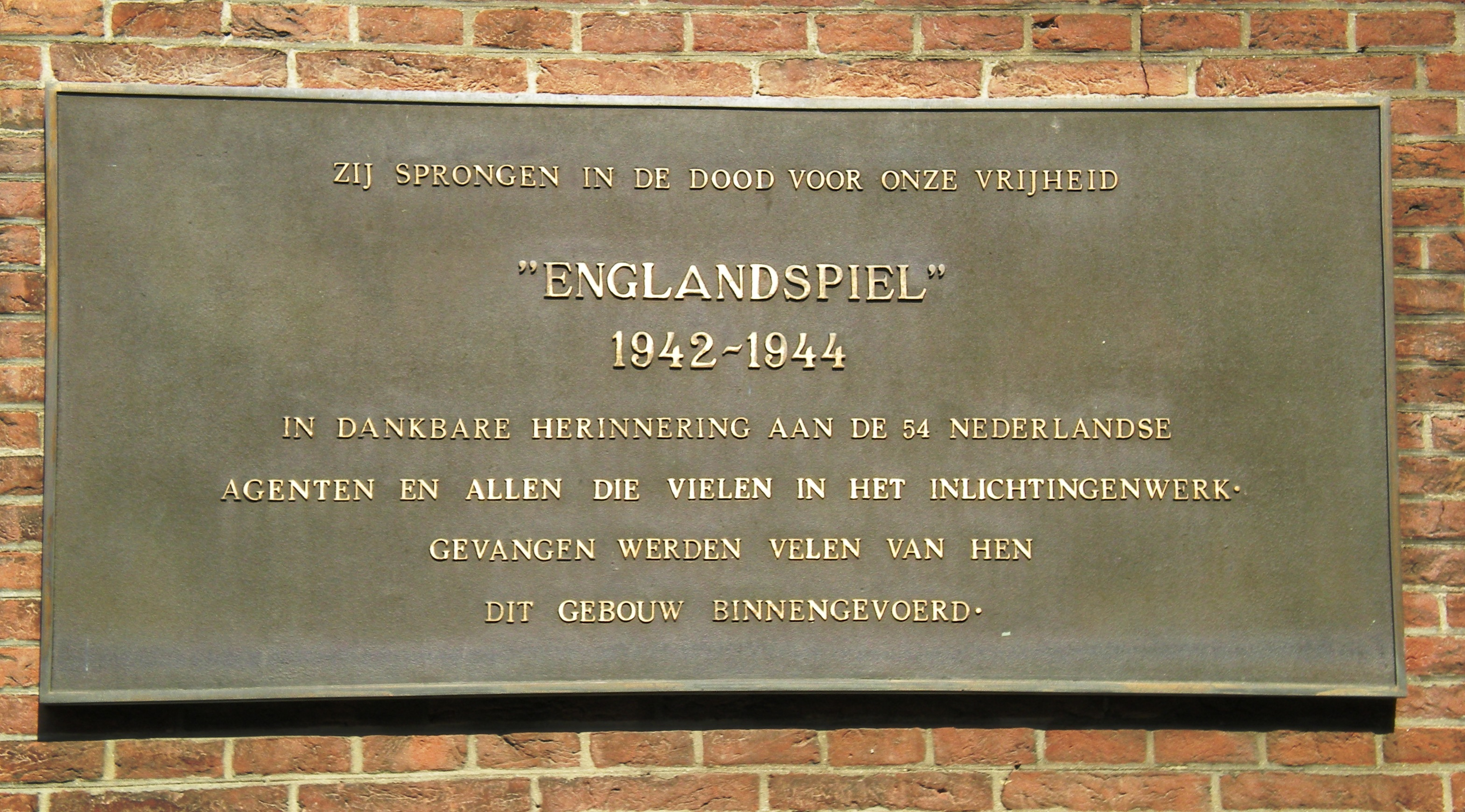
Plaquette Englandspiel Binnenhof Den Haag

Van de Engelandvaarders die als geheim agent weer terug naar Nederland gingen, zijn 46 slachtoffer van het Englandspiel geworden. Zij werden naar kamp Haaren gebracht, waar Ben Ubbink en Pieter Dourlein op 29 augustus 1943 ontsnapten en Arie van der Giessen in 1944 omkwam. Later werden de resterende gevangenen naar Mauthausen overgebracht, waar in totaal minstens 44 geheime agenten op 6 en 7 september 1944 zijn geëxecuteerd.
- Aart Alblas RMWO
- Arnoldus Albert Baatsen
- Jacob Bakker
- Karel Beukema toe Water
- Klaas van de Bor
- Cornelis Carel Braggaar
- Oscar Willem de Brey
- Jo Buizer
- Joseph Bukkens
- Johannes Cornelis Dane
- Pieter Dourlein RMWO
- Cees Droogleever Fortuyn
- Jan Emmer
- Arie Cornelis van der Giessen
- Jan de Haas
- Gerard John van Hemert
- George Jambroes
- Roelof Christiaan Jonglie
- Jan Christiaan Kist
- Meindert Koolstra
- Arie Johannes de Kruijff
- Humphrey Max Macaré
- Antoon Berend Mink
- Jan Molenaar
- Adriaan Klaas Mooy
- Herman Johannes Overes
- Hermanus Parlevliet
- Charles Christiaan Pouwels
- Laurentius Maria Punt
- Jan Jacob van Rietschoten
- Frederik Willem Rouwerd
- George Lodewijk Ruseler
- Hendrik Reinder Steeksma
- Toon van Steen
- Thijs Taconis
- Trix Terwindt
- Ben Ubbink
- Antonius Johannes Wegner
- Pieter van der Wilden

## Nog in te delen

### A
- Gerardus van Asch
- Johan Hendrik Athmer

### B
- Lourens Baas Becking
- Dirk Albertus Bakkenes
- Jan Bakker
- Rein Bangma
- Richard Barmé
- Ed Barten
- Jan Bastiaan
- Henk Baxmeier
- Wim Belinfante
- Johannes Adolf Bentinck
- Bernard Marie Berger
- Jan van Blerkom
- Gideon Willem Boissevain
- Jan Karel Boissevain
- J.H. van Borssum Buisman
- Hans Bos
- J.W.Th. Bosch
- Jelke Bosch
- Bart Bredero
- W.L. Brugsma
- Johan August Brünings
- Toon Buitendijk[13]

### C
- Nicolaas Johan Celosse
- Maarten Cieremans
- K.A. Citroen
- Hendrik Cohen
- Doffie le Comte
- Rudolph Cort van der Linden
- Henri Cox
- Adriaan van der Craats
- Ru Crommelin

### D
- Rudi van Daalen Wetters
- Theo Daalhuysen
- Karel René Dahmen
- Henk Deinum
- Fred Dessauvagie
- Gerrit Dessing
- Frans Dijckmeester

### E
- P.T. Eckenhausen
- Bram Erasmus
- Jaap Erasmus
- Dik Esser en zijn broer Willem Esser

### F
- Lykele Faber
- Enk Feldhaus van Ham
- Josef Ludvik Fischer
- Nanning van Foreest
- Hein Fuchter

### G
- Jules Goossens
- Cornelis Jan Gude
- Christiaan Gutteling

### H
- Dirk Hagemeijer
- Willem Hendrik 't Hart
- Nico van Hasselt
- Jan Bernard Marinus Haye
- Leen Hellenberg
- W.A.J.J. van Hellenberg Hubar
- Hans Hers
- Dick van den Honert
- Edward van Hootegem
- Gezinus Detmer Hubbeling

### I
- Gerbrand IJspelder
- Coen de Iongh

### J
- Jan Jansen
- Abraham de Jong
- Henk de Jonge RMWO
- Marien de Jonge
- Eddy Jonker
- Paul Josso

### K
- Hein Kaars Sijpesteijn
- William Leo Kalkhoven
- Maurits Kiek
- Krijn Kleijn[9]
- Charlie Koch
- Marinus Kooger
- Daniël Johannes Kooy
- Bart Kooning
- Carel Kranenburg
- Chris Krediet RMWO
- Walrave van Krimpen
- Gerrit Kroon
- Frederik Kruimink
- Bob Kruis
- Jan Kuenen
- Jacobus Christiaan Kwinkelenberg

### L
- Han Langeler
- Jan Bruno de Langen
- Theo van Lier RMWO
- Jacobus Eugène van Loon
- Joop Luijkenaar

### M
- Derk Bernard Mans
- Joop van der Meij
- Jean Mesritz
- Henning Meyer
- Erik Michielsen
- Jan Molenaar
- Karel de Munter

### O
- Daniel Louis Otten

### P
- Hartog Parfumeur
- Frederik Pelder
- Henri Peteri
- Hugo Pos
- Leen Pot

### R
- Pim Reijntjes
- Ben Reynders
- Sietse Rienksma
- Ben Ruesink
- Frits Ruimschotel
- Victor Henri Rutgers
- Eduard Willem Rutteman
- Maarten Hendrick Rutteman

### S
- Ben Sajet
- Bodo Sandberg
- Kees Schelfhout
- Jan David Anton van Schelle
- Dolf Scherpbier
- Koos Schouwenaar (roeier)
- Bob Schreiner
- Cornelis Johannes Henricus Sleegers RMWO
- Johannis Evert van der Slikke
- Bert Sloth Blaauboer
- Jan Marginus Somer
- Jacob Staal
- Han Stijkel
- Bram van der Stok
- Jan Storm van 's Gravesande
- Johan Anton Stroeve

### T
- Fred Vas Nunes

### V
- Jan Abraham Vilijn[14]
- Martin Vollaerts

### W
- Willem de Waard
- Max Louis Wessel
- Hugo Wilmar
- Kees Witholt

### X Y Z
- Hans van Zanten

### Vrouwen
- Nina Baumgarten
- Ellis Brandon  (VHK)
- Emmy Broekman
- Josepha Mendels
- Elly Nauta-Moret   (VHK)
- Willemijntje den Ouden (VHK)
- Lotti Röell
- Trix Terwindt
- Bep Turksma
- Ida Veldhuyzen van Zanten
- Madelon Verstijnen

Zie ook: namenlijst van de UVA